# Puy (sociedad)

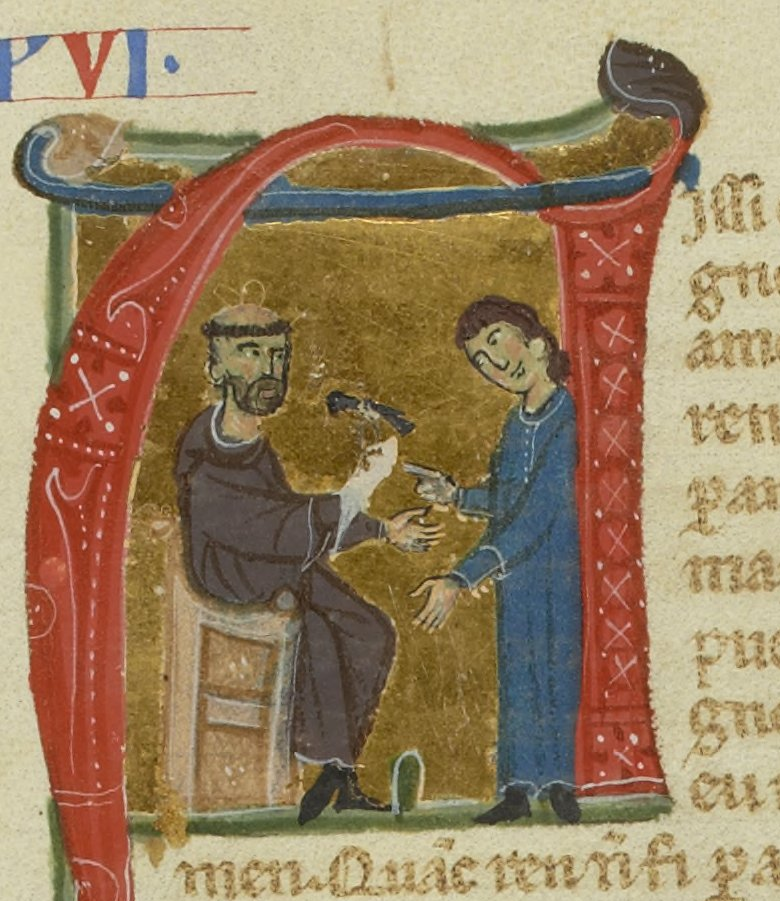
Miniatura que representa al Monje de Miontaudon recibiendo su premio del halcón-gavilán BnF ms. 854 fol. 135; cançoner I

Un Puy o Pui fue una sociedad literaria, a menudo organizada como un gremio o hermandad, a veces de carácter religioso ( católico ), para patrocinar eventos musicales y poéticos, normalmente a través de competiciones.   El término puy deriva del podio latino , que significa «punto de apoyo», probablemente se refiera a una plataforma elevada desde la cual los concursantes entregaban sus obras o donde los jueces escuchaban las composiciones propuestas por los diversos artistas. Los Puys se establecieron en muchas ciudades del norte y centro de Francia, los Países Bajos e incluso Inglaterra durante la Alta Edad Media y el Renacimiento, por lo general fomentando la composición en el idioma francés antiguo, pero también en latín y occitano.

## Organización y estatutos
El puy típico estaba dedicado a la Virgen María. Los miembros estaba regulada por estatutos que los que ingresaban tenían que jurar. Estos disciplinaban la elección de puestos ejecutivos dentro del puy y los beneficios inherentes a los miembros. Los miembros podían ser clérigos o laicos, hombres o mujeres, nobles o burgueses, urbanos o rurales. Las primeras sociedades se organizaron en torno a las celebraciones litúrgicas de las fiestas marianas, pero estos concursos de poesía evolucionaron y, finalmente, las competiciones se convirtieron en el centro de atención de los festivales. La música y la actuación cantada se enfatizaron desde el principio, pero a lo largo de los siglos la calidad de la poesía llegó a dominar la preocupación de los miembros y los puys de Normandía, especialmente popular desde el siglo XV en adelante, que se redefinieron en el siglo XVII como academias literarias. De esta forma, sobrevivieron hasta la Revolución Francesa.
Una sociedad poética conocida de una manera general, como la Sainta Puy Mary (Puy-Sainte-Marie), parece haber patrocinado concursos a Le Puy-en-Velay (Podium Aniciense) en la lengua occitana bajo el patrocinio de Alfonso II de Aragón (1162-1196). Entre los trovadores famosos por haber competido están el Monje de Montaudon o Pèire de Vic, que recibió como premio por su composición un halcón-gavilán. En su vida leemos que él había mantenido la "soberanía" de la "corte de Puy" hasta su disolución.
La culminación de los puys franceses se alcanzó a finales de la Edad Media. El puy había sido una invitación abierta a competiciones en diferentes categorías, con el tema, la forma y el estribillo acordado para cada categoría. Entre las formas más comunes se encontraban las formes fixes, el canto real, el joch partit, el sirventés y la balada. La música era generalmente forma estrófica monofónica, pero el puy en Évreux, fundado en 1570, había aceptado dos propuestas de polifonía durchkomponiert de Orlando di Lasso. Los problemas de adjudicación en los concursos rechazaron la producción de varios tratados sobre versificación en los siglos XV y XVI. Como en los Juegos florales celebrados en el sur de Francia y España, los premios otorgados por los puys podían ser flores, como lirios o rosas , o a veces palmas. Estos premios florales podían ser «reembolsables» con dinero. Además de estos, los puys a veces otorgaban anillos de sello (grabados con imágenes o poesía). Los puys podrían atraer a los profesionales y hombres de renombre, tales como Jean Froissart, que compitió y ganó en Abbeville, Lille, Tournai y Valenciennes. Estas competiciones también atrajeron a aficionados locales.

## Puys conocidos
- Confrérie de Notre-Dame du Puy d'Abbeville
- Confrérie de Notre-Dame du Puy de Amiens
- Puy de Arras
- Puy de Beauvais
- Puy de la Conception de Caen
- Puy de Dieppe
- Confrérie de Notre-Dame du Puy de Douai
- Puy de Sainte-Cécile d'Évreux
- Puy de Lille
- Puy de Londres
- Puy de Paris
- Puy de Rouen
- Puy de Tournai
- Confrérie de Notre-Dame du Puy de Valenciennes